# Die offene Tür
Die offene Tür (Originaltitel: The Open Window) ist eine Kurzgeschichte des britischen Schriftstellers Saki. Sie erschien erstmals in der Westminster Gazette im November 1911; 1914 erfolgte ihre Veröffentlichung in der Anthologie Beasts and Super-Beasts.

## Handlung
Der nervlich angespannte Framton Nuttel reist in einen ländlichen Ort, um sein Leiden zu kurieren. Da seine Schwester einst dort lebte, soll er in ihrem Auftrag einige Briefe überbringen. Zu diesem Zweck sucht er auch das Haus von Mrs. Sappleton auf, muss dort aber zunächst mit deren etwa 15-jähriger Nichte Vera vorliebnehmen. Beide führen ein etwas steifes Gespräch, bis sich die junge Frau erkundigt, ob den Gast die offene Terrassentür nicht stört. Sie erklärt ihm, dass der Mann ihrer Tante und ihre beiden jüngeren Brüder samt Spaniel vor drei Jahren ins nahe Moor zogen, um Schnepfenvögel zu jagen. Sie kamen aber nie wieder. Mrs. Sappleton erwartet dennoch täglich ihre Rückkehr und lässt deswegen stets bis Sonnenuntergang die Tür offen. Der Gedanke an eine eventuelle Rückkehr der Männer lässt Vera erschaudern. Endlich stößt auch Mrs. Sappleton zu den beiden. Die Hausherrin entschuldigt sich ebenfalls für die offene Tür, da sie ihren Mann und die Brüder von der Jagd zurück erwartet. Dass dies nun schon drei Jahre währt, verschweigt sie, sondern sorgt sich nur über den Dreck, den die Jäger wohl auf dem Teppich hinterlassen werden. Tatsächlich betreten die drei mit ihrem Hund pünktlich zum Tee das Haus, wo sich einer von ihnen sogleich für den Schmutz entschuldigt, der bis zu den Köpfen an ihnen klebt. Mr. Nuttel ergreift zum Erstaunen des Trios und Mrs. Sappletons schockiert die Flucht. Vera führt dies darauf zurück, dass er Angst vor dem Hund hatte.

## Adaptionen
Die Kurzgeschichte wurde 1938 für The Mercury Theatre on the Air adaptiert. Seit 1956 erschienen mehrere Filmfassungen, u. a. in Alfred Hitchcock präsentiert.

## Sonstiges
Die offene Tür ist auch der Titel einer Sammlung von Geschichten Sakis, die 1964 im Diogenes Verlag erschien.